# Abdi-Aširta
Abdi-Aširta je bil vladar kraljestva Amurru, ki je vladal v 14. stoletju pr. n. št. Bil je v stalnih sporih z vladarjem Biblosa Rib-Haddo.
Medtem ko nekateri trdijo, da je bil Amurru novo kraljestvo v južni Siriji pod egipčansko nadoblastjo, sodobne raziskave kažejo, da je bil med Abdi-Aširtovim vladanjem decentraliziran in bil sestavljen iz  več neodvisnih držav. Iz tega sledi, da je imel Abdi-Aširta velik politični vpliv na te države, vendar ni bil njihov vladar.  Iz Amarnskih pisem (EA) je razvidno, da se je Rib-Hadda stalno zagrenjeno ogorčeno pritoževal faraonu Ehnatonu zaradi Abdi-Aširtovih poskusov, da bi spremenil politično sliko v regiji v njegovo škodo.
Abdi-Aširtova smrt je omenjena v Rib-Haddovem pismu faraonu Ehnatonu EA 101. Na Rib-Haddovo nesrečo je Abdi-Aširto nasledil njegov enako sposoben sin Aziru, ki je nazadnje Rib-Haddo ujel, izgnal in najverjetneje ubil. Aziru je kasneje prestopil na hetitsko stran, kar je povzročilo izgubo egipčanskega nadzora nad severno mejo kraljestva Amurru, ki je bila pod Azirujevo oblastjo.